# Ekstremsport
Ekstremsport er ikke kun en sportsgren, men mange sportsgrene (kombineret eller hver for sig), som alle har en ting til fælles, de betegnes som ekstreme og grænseoverskridende. For at en sport kan klassificeres som ekstremsport, skal der indgå et eller flere elementer, som kan medføre døden for udøveren, i tilfælde af forkerte handlinger eller valg.
Ekstremsport er begyndt at blive mere og mere populært i nyere tid. Man kan lidt populært sige at nogle mennesker får hjertebanken af at læse en god bog og andre bliver f.eks. nødt til at kaste sig ud fra en bro. Parallellen er at man får et godt adrenalin-kick.

## Eksempler på ekstremsport
- Adventure race
- Bungy jump
- BASE jump
- Faldskærmsudspring
- Hanggliding
- Paragliding
- Maraton
- Triatlon
- Dakar Rally
- Rafting
- Parkour
- Oceanroning